# Ogaden

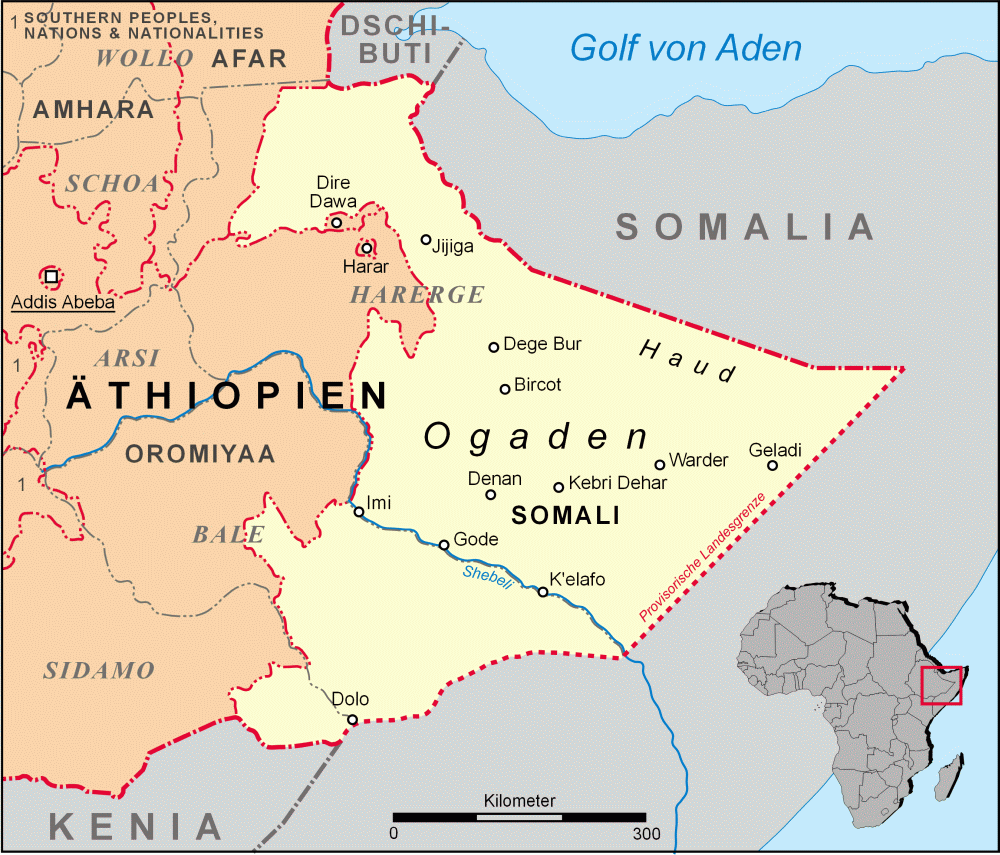
Ogaden. A rózsaszín terület Etiópia többi része

Az Ogadeni Nemzeti Felszabadítási Front zászlója

Ogaden (szomáli: Ogaadeen, amhara: አማርኛ ) Etiópia délkeleti részén húzódó térség, amely 1995-ig Etiópia egyik tartományaként is ismert volt. 1995 óta az állam (tartomány) neve szomáliai szövetségi állam. 
A régió kiterjedése kb. 200 000 km². A tartomány területe 279 000 km², amelyet Etiópia többi részén kívül Szomália, Kenya, Dzsibuti határol. Lakossága kb. 5,1 millió fő. Nagyrészt félsivatagos terület. Lakói túlnyomórészt nomád-félnomád szomáli muszlimok, ezért a területet Szomália is magának követeli. 1977-1978-ban a két ország heves harcokat vívott a területért (ogadeni háború). Az Ogadeni Nemzeti Felszabadítási Front (ONLF) még ma is működik itt, amely független államot akar. Az ogadeni válság a kormány és a Felszabadítási Front között tört ki 2007-ben, számos ember halálával végződve. Az etióp kormány nem akarja feladni a területet, mivel helyenként nyersanyagban gazdag. 

## Fordítás
- Ez a szócikk részben vagy egészben  az   Ogaden című angol Wikipédia-szócikk fordításán alapul.  Az eredeti cikk szerkesztőit annak laptörténete sorolja fel. Ez a jelzés csupán a megfogalmazás eredetét és a szerzői jogokat jelzi, nem szolgál a cikkben szereplő információk forrásmegjelöléseként.
- Ez a szócikk részben vagy egészben  az   Ogaden című német Wikipédia-szócikk fordításán alapul.  Az eredeti cikk szerkesztőit annak laptörténete sorolja fel. Ez a jelzés csupán a megfogalmazás eredetét és a szerzői jogokat jelzi, nem szolgál a cikkben szereplő információk forrásmegjelöléseként.